# Santaella
Santaella – gmina w Hiszpanii, w prowincji Kordoba, w Andaluzji, o powierzchni 271,63 km². W 2011 roku gmina liczyła 6136 mieszkańców.